# Municipio 3 Upper Conetoe
El municipio 3 Upper Conetoe (en inglés: Township 3 Upper Conetoe) es un municipio ubicado en el  condado de Edgecombe en el estado estadounidense de Carolina del Norte. En el año 2010 tenía una población de 736 habitantes.

## Geografía
El municipio 3 Upper Conetoe se encuentra ubicado en las coordenadas 35°54′36.9″N 77°24′35.13″O / 35.910250, -77.4097583.